# Coelorinchus carinifer
Coelorinchus carinifer is een straalvinnige vissensoort uit de familie van rattenstaarten (Macrouridae). De wetenschappelijke naam van de soort is voor het eerst geldig gepubliceerd in 1920 door Gilbert & Hubbs.